# زائده تاج‌خروسی
زائده تاج‌خروسی (انگلیسی: Crista galli) زائده‌ای در روی استخوان پرویزنی است که داس مغز به آن می‌چسبد.
پیازهای بویایی در دو سوی زائده تاج‌خروسی و در بالای صفحه غربالی قرار دارند.

## نگارخانه

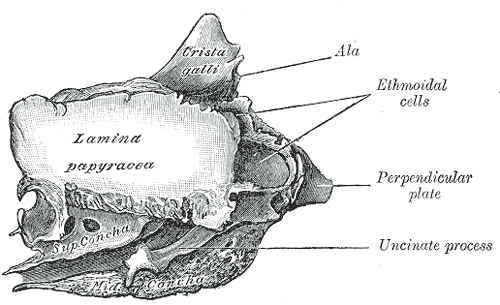
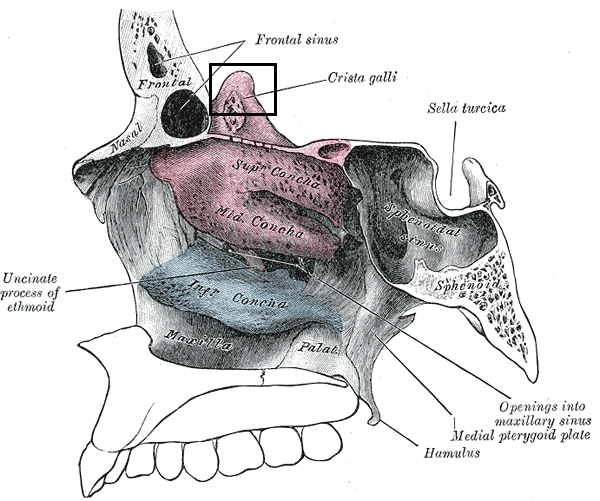
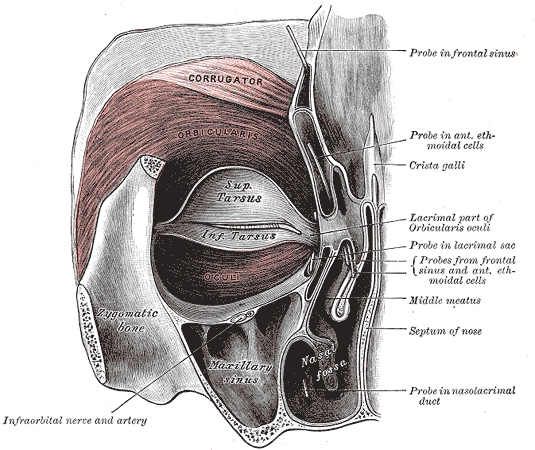
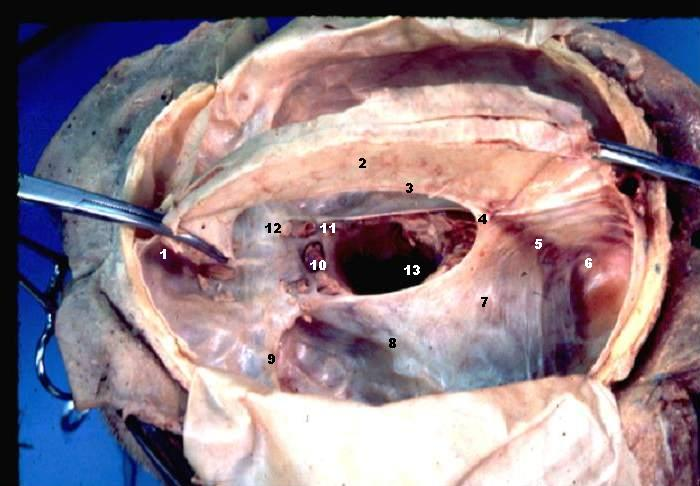
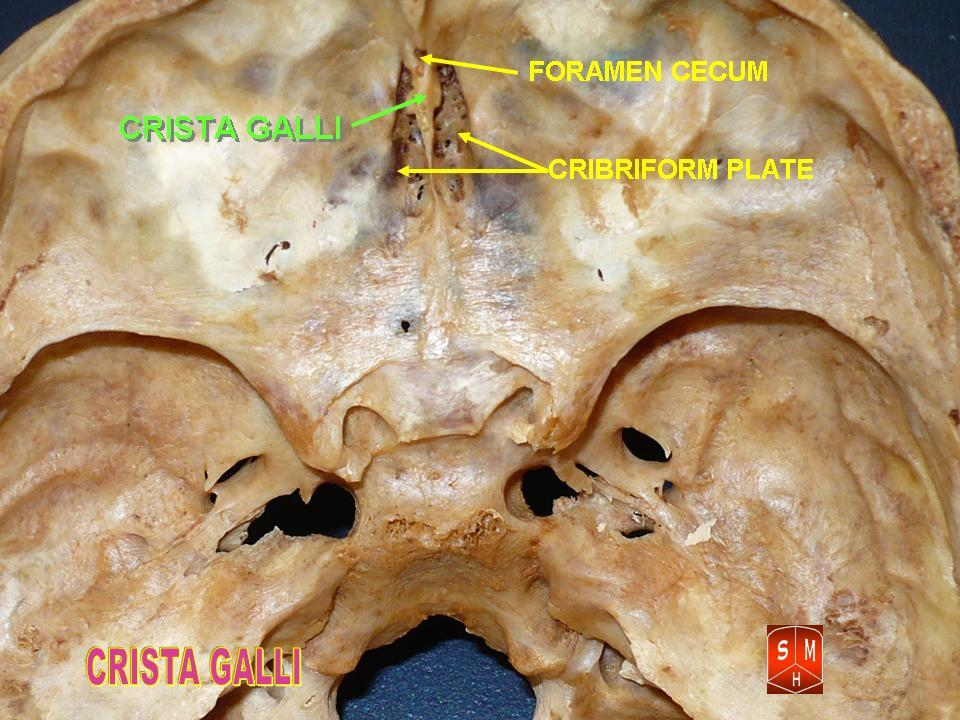
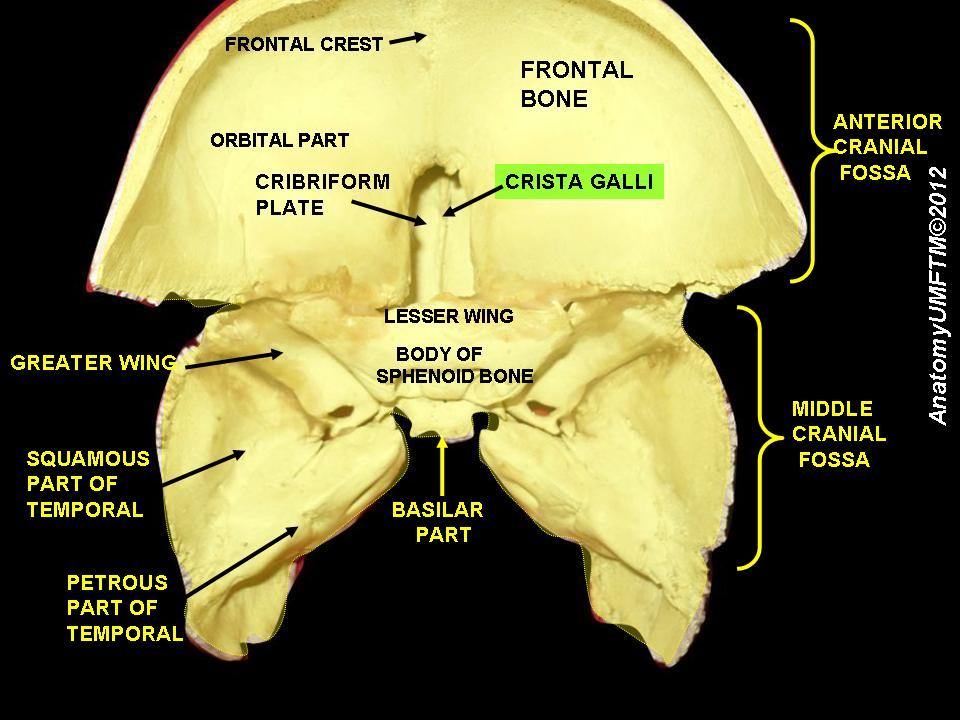
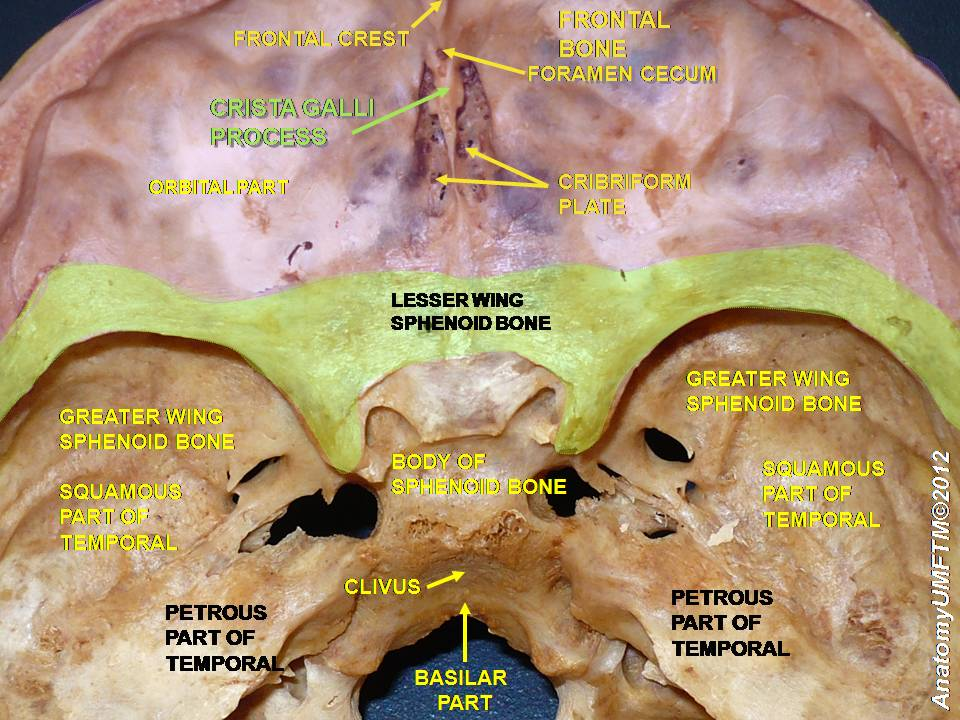
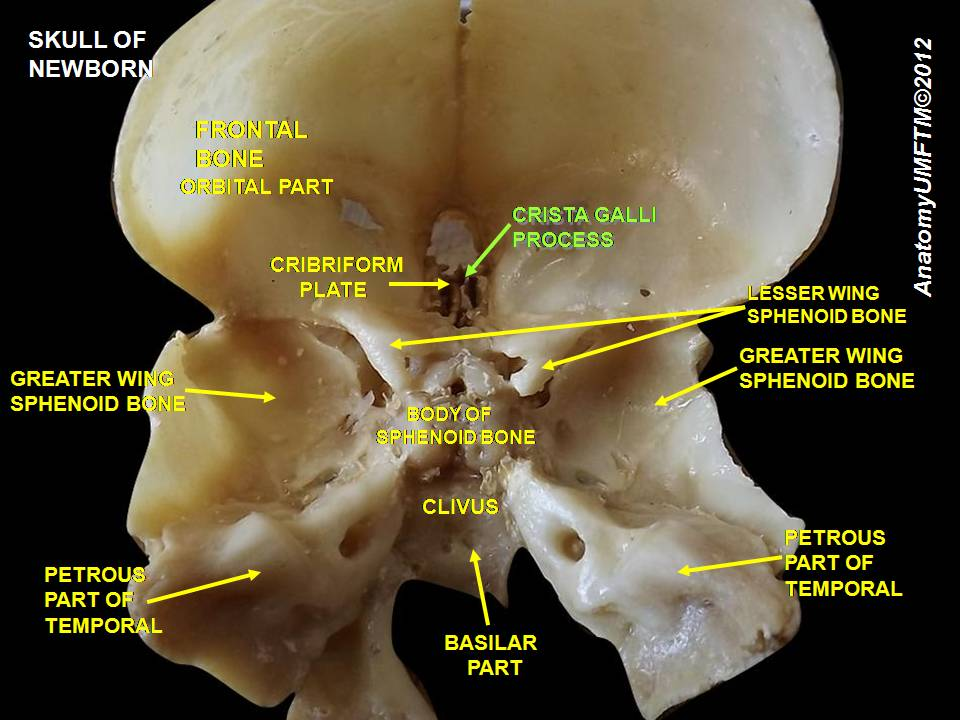